# Ciprian Rogojan
Mihai-Ciprian Rogojan (n. 23 septembrie 1977, Baia Mare) este un politician român, senator în Parlamentul României în legislatura 2012–2016. A făcut parte din formația Sistem, iar din noiembrie 2018 este membru al formației 2 Gents.

## Biografie
Este absolvent al Academiei de Muzică „Gheorghe Dima” din Cluj-Napoca.

## Carieră muzicală

### 2000–2012: Sistem

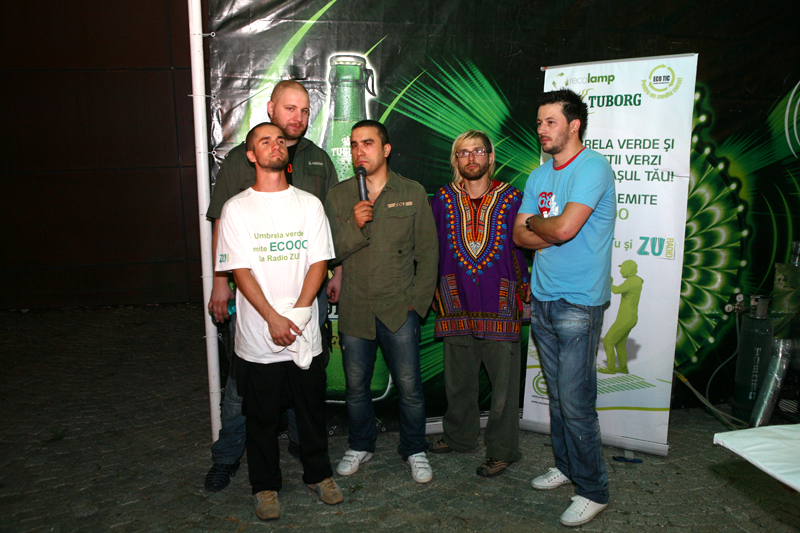
Ciprian Rogojan (ultimul din dreapta) după un concert cu Sistem în Constanța în iulie 2009

Ciprian Rogojan a fost percuționistul formației Sistem. Împreună cu Luminița Anghel, Sistem a reprezentat România la Concursul Muzical Eurovision 2005 cu piesa „Let Me Try”. În finala din 21 mai 2005, piesa a obținut locul al treilea, cu 158 de puncte adunate de la jurii și televoting.

### 2018–prezent: 2 Gents șiSelecția Națională2019
În 2018, Ciprian Rogojan și Alexandru Anastasiu au pus bazele 2 Vibes Symphony, un proiect muzical de scurtă durată în cadrul căruia cei doi au susținut o serie de concerte dedicate Centenarului Marii Uniri. Tot în 2018, Ciprian Rogojan a fondat împreună cu Doru Todoruț, fostul solist de la Deepcentral, formația 2 Gents. Primul single al lor se numește „Ielele” și a fost selectat pentru participa în semifinala Eurovision România 2019.

## Activitate politică
Ciprian Rogojan a intrat în PDL în 2012, de unde și-a dat demisia pentru a-l urma pe Traian Băsescu în PMP, partid pe care l-a părăsit, ulterior, pentru a se înscrie în UNPR. În mai 2016 și-a depus adeziunea la PNL Baia Mare. Rogojan a candidat în 2012 la alegerile parlamentare pe listele ARD, obținând un mandat de senator PDL. Ca senator, a propus un proiect privind castrarea chimică a violatorilor și pedofililor.

## Viață personală
În 2008, Ciprian Rogojan s-a căsătorit cu Georgiana Căiță, una dintre coregrafele de la Dansez pentru tine. Cei doi au divorțat în toamna anului 2010. Ulterior, s-a căsătorit cu Ioana Ariton, fiica fostului ministru al Economiei din guvernul Boc, Ion Ariton. Aceștia au divorțat după un an și jumătate de căsnicie. Din relația cu Amalia Ștefan, fostă chitaristă în Blaxy Girls, Ciprian Rogojan are un fiu, Luca.